# Ilm-e Khshoom
Ilm-e Khshoom je zarathuštrická společnost silně ovlivněná učením Theosofické společnosti, jež byla založena roku 1902 či 1907 Behramshahem Shroffem, indickým Pársem z kněžské rodiny. Podle svých slov se v mládí setkal v podzemním komplexu Firdos pod Damávandem s mistry společnosti Saheb-e-Dilan jež mu předali Zarathuštrovu moudrost. Po Shroffově smrti v roce 1927 počaly spory o vedení skupiny, jež trvaly ještě na počátku 21. století. Na přelomu 20. a 21. století stoupenci hnutí očekávali příchod mesiáše Šáha Behram Vardžavanda, přičemž podobná očekávání sdílely i některé jiné párské skupiny. Ilm-e Khshoom má mít kolem dvou tisíc členů a sedmdesát dva maghavů – kněží/mágů.
Původ myšlenek také leží v synkretistické mystice 17. století spojované s učením Azara Kaivana, párského kněze jehož stoupenci praktikovali vegetariánství a teosoficky interpretovali zarathuštrické texty. Významnými díly spojovaným s tímto jménem, ač skutečné autorství je předmětem sporů, jsou Dabestan-e Mazaheb a Dasatir. Ilm-e Khshoom negativně vnímá západní vlivy na zarathuštrismus a přisuzuje jim odklon od tradiční moudrosti, duchovna a  růst materialismu, přičemž teosofie byla chápána jako nástroj jak takovým vlivům zabránit.
Důraz na rituály a modlitby a jejich správné provedení klade hnutí do ortodoxního tábora, společně s tradicionalistickým, neotradicionalistickým a teosofickým zarathuštrismem. Na rozdíl od ostatních zarathuštristů však podle khshoomistů člověk nepodstupuje po smrti poslední soud, ale znovu se rodí na Zemi či naopak cestuje do vyšších dimenzích rozesetých po celém vesmíru pomocí kosmických lodí kotvících na Saturnu. Také na zlo nahlíží spíše než jako na jednající bytost jako na nedostatek duchovní dokonalosti. Podle příznivců má každé slovo Avesty svou zvláštní energii či vibraci, jež umožňuje přístup do vyšších dimenzí a ovlivnit fyzické i duševní zdraví. Důležitou roli hraje také astrologie.
K hnutí náleží například Meher Master-Moos, první párská žena jež získala promovala z práv na Oxfordské univerzitě, a zakladatelka Mazdayasnie Monasterie, All India Shah Behram Baug Society for Scienfic and Educational Research a Zoroastrian College, vysoké školy v gudžarátském Sanjanu.
Khshoomismu se podobá hnutí pundolitů založené Muncherem Nusservanjim Pundolem jež klade důraz na víru v reinkarnaci a astrologii, a jehož zakladatel údajně získal své vědění pod Damávandem podobně jako Shroff.